# South Brooksville
South Brooksville ist  ein census-designated place (CDP) im Hernando County im US-Bundesstaat Florida. Das U.S. Census Bureau hat bei der Volkszählung 2020 eine Einwohnerzahl von 4.311 ermittelt.

## Geographie
South Brooksville grenzt im Norden direkt an die Stadt Brooksville und liegt etwa 60 km nördlich von Tampa. Der CDP wird von den U.S. Highways 41 und 98 (SR 50A) sowie der Florida State Road 50 durchquert.

## Demographische Daten
Laut der Volkszählung 2010 verteilten sich die damaligen 4007 Einwohner auf 2147 Haushalte. Die Bevölkerungsdichte lag bei 440,3 Einw./km². 84,0 % der Bevölkerung bezeichneten sich als Weiße, 12,5 % als Afroamerikaner, 0,3 % als Indianer und 0,8 % als Asian Americans. 1,0 % gaben die Angehörigkeit zu einer anderen Ethnie und 1,4 % zu mehreren Ethnien an. 5,7 % der Bevölkerung bestand aus Hispanics oder Latinos.
Im Jahr 2010 lebten in 20,2 % aller Haushalte Kinder unter 18 Jahren sowie 46,6 % aller Haushalte Personen mit mindestens 65 Jahren. 64,2 % der Haushalte waren Familienhaushalte (bestehend aus verheirateten Paaren mit oder ohne Nachkommen bzw. einem Elternteil mit Nachkomme). Die durchschnittliche Größe eines Haushalts lag bei 2,25 Personen und die durchschnittliche Familiengröße bei 2,71 Personen.
18,5 % der Bevölkerung waren jünger als 20 Jahre, 16,8 % waren 20 bis 39 Jahre alt, 26,7 % waren 40 bis 59 Jahre alt und 37,9 % waren mindestens 60 Jahre alt. Das mittlere Alter betrug 52 Jahre. 48,5 % der Bevölkerung waren männlich und 51,5 % weiblich.
Das durchschnittliche Jahreseinkommen lag bei 34.500 $, dabei lebten 22,9 % der Bevölkerung unter der Armutsgrenze.
Im Jahr 2000 war Englisch die Muttersprache von 100 % der Bevölkerung.